# 우치노마키역
우치노마키역(일본어: 内牧駅)은 일본 구마모토현 아소시에 위치한 규슈 여객철도 호히 본선의 철도역이다. 섬식 승강장 1면 2선의 구조를 갖춘 지상역이다.

## 타는 곳
| 1 | ■ 호히 본선 | (하행) | 아소 · 오이타 방면       |
| 2 | ■ 호히 본선 | (상행) | 히고오즈 · 구마모토 방면 |

## 역 주변
- 국도 제57호선

## 역사
- 1918년 1월 25일 : 철도원에 의해 개업.
- 1945년 7월 27일 : 공습에 의해, 역 건물 구내 피해 전소.
- 1987년 4월 1일 : 일본국유철도 분할 민영화에 의해, 규슈 여객철도가 승계.

## 인접 역
| 호히 본선                | 호히 본선   | 호히 본선        |
| ------------------------ | ----------- | ---------------- |
| 이치노카와 구마모토 방면 | ■ 호히 본선 | 아소 오이타 방면 |